# Ixbalanqué
En la mitología maya, Xbalanqué (del idioma quekchí: Xbꞌalamqꞌe ‘el aspecto oculto del sol’‘x- posesivo; bꞌalam, jaguar o escondido; qꞌe, sol’) es el hermano gemelo de Hunahpú, hijo del dios Hun-Hunahpú y la joven Ixquic, aunque su verdadero sexo sigue siendo objeto de debate. Es uno de los dioses gemelos del Popol Vuh.

## Biografía

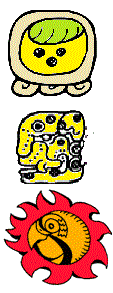
Jeroglífico maya de Ixbalanqué.

Se aventuró junto con su hermano Hunahpú a confrontar a los Señores de Xibalbá tan solo equipados con sus cerbatanas. Hunahpú fue asesinado por un Camazotz en la Casa de los Murciélagos y posteriormente fue revivido por su hermano. Después los señores de Xibalbá les mataron en el juego de pelota como lo habían hecho anteriormente con sus padres, sin embargo estos jóvenes lograron revivir y finalmente los derrotaron.
Cuando los señores de Xibalbá asesinaron a Hun-Hunahpú y a Vucub-Hunapú, enterraron la cabeza del primero, de la cual brotó un árbol de calabaza blanco y florecen cabezas. Tiempo después, curiosa por las historias que escucha acerca de dos valientes jugadores de pelota que fueron asesinados en Xibalbá, Ixquic, una joven virgen, va a visitar el árbol Hun-Hunahpú, donde queda embarazada mediante el escupitazo de la cabeza de dicho árbol.
Hunbatz y Hunchouén, eran los hermanos mayores de Hunahpú por parte del padre. Al llegar Ixquic con Ixbalanqué y Hunahpú, Hunbatz y Hunochouén movidos por la envidia desean la muerte de sus dos hermanos menores y los maltratan en cada oportunidad que se les presenta; como castigo, Hunahpú e Ixbalanqué los convierten en monos.

## Representaciones de los héroes gemelos
En la mitología maya existen diversas representaciones de los héroes gemelos. He aquí algunas de ellas: